# Кошелев, Максим Павлович
Максим Павлович Кошелев (род. 7 марта 1976 года) — российский и белорусский игрок в хоккей с мячом, нападающий и полузащитник, мастер спорта России (2004).

## Карьера

### Клубная
Начал заниматься хоккеем с мячом в 1981 году в Ульяновске в школе «Старта». Первый тренер — Г. В. Михайлов.
Игровую карьеру начал в сезоне 1993/94 в команде «Старт» (Ульяновск), принимающей участие в первенстве России среди команд первой лиги.
В 1994—2004 годах был игроком красногорского «Зоркого».
С сезона 2004/05 продолжил игровую карьеру в иркутской «Байкал-Энергии», выступая за команду три сезона.
Сезон 2007/08 и начало сезона 2008/09 — в составе хабаровского «СКА-Нефтяника».
В 2008—2012 годах вновь был игроком «Байкал-Энергии».
Сезон 2012/13 — в составе «Волги». Также выступал за «Волгу» на первом этапе розыгрыша Кубка России в начале сезона 2014/15.
В начале сезона 2016/17 был игроком димитровградского «Черемшана», в дальнейшем по ходу сезона возобновил игровую карьеру и вновь был в составе «Зоркого», принимающего участие в первенстве России среди команд Высшей лиги.
В перерывах, которые присутствовали в игровой карьере, был игроком команд любительского уровня: минского «Трактора», а также команды УВАУ ГА, принимающей участие в чемпионате Ульяновской области.

### Сборная Белоруссии
С 2014 по 2016 год в составе сборной Белоруссии. Участник трёх чемпионатов мира, на которых провёл 15 игр и забил 4 мяча.

### Тренерская деятельность
В сезоне 2013/14 работал тренером команды «Волга-СДЮСШОР» — фарм-клуба «Волги», во второй половине сезона назначен старшим тренером «Волги» в обновлённый тренерский штаб команды. В следующем сезоне был начальником команды. Тренер фарм-клуба в сезоне 2017/18.

## Достижения
«Зоркий»
- Бронзовый призёр чемпионата России: 2003/04

«Байкал-Энергия»
- Финалист Кубка России: 2005 (осень)
- Бронзовый призёр Кубка России: 2005 (весна)
- Бронзовый призёр Международного турнира на призы Правительства России: 2006
- Победитель международного турнира Sportservice Reebok Jofa Cup (Бохус[швед.], Швеция): 2009

### Комментарии
1. ↑  Количество игр и голов за клуб(ы) в высшем дивизионе чемпионатов России
2. ↑  Результативные передачи